# Distretto di Anping
Il distretto di Anping (Cinese: 安平) è un distretto di Taiwan, nella città di Tainan.

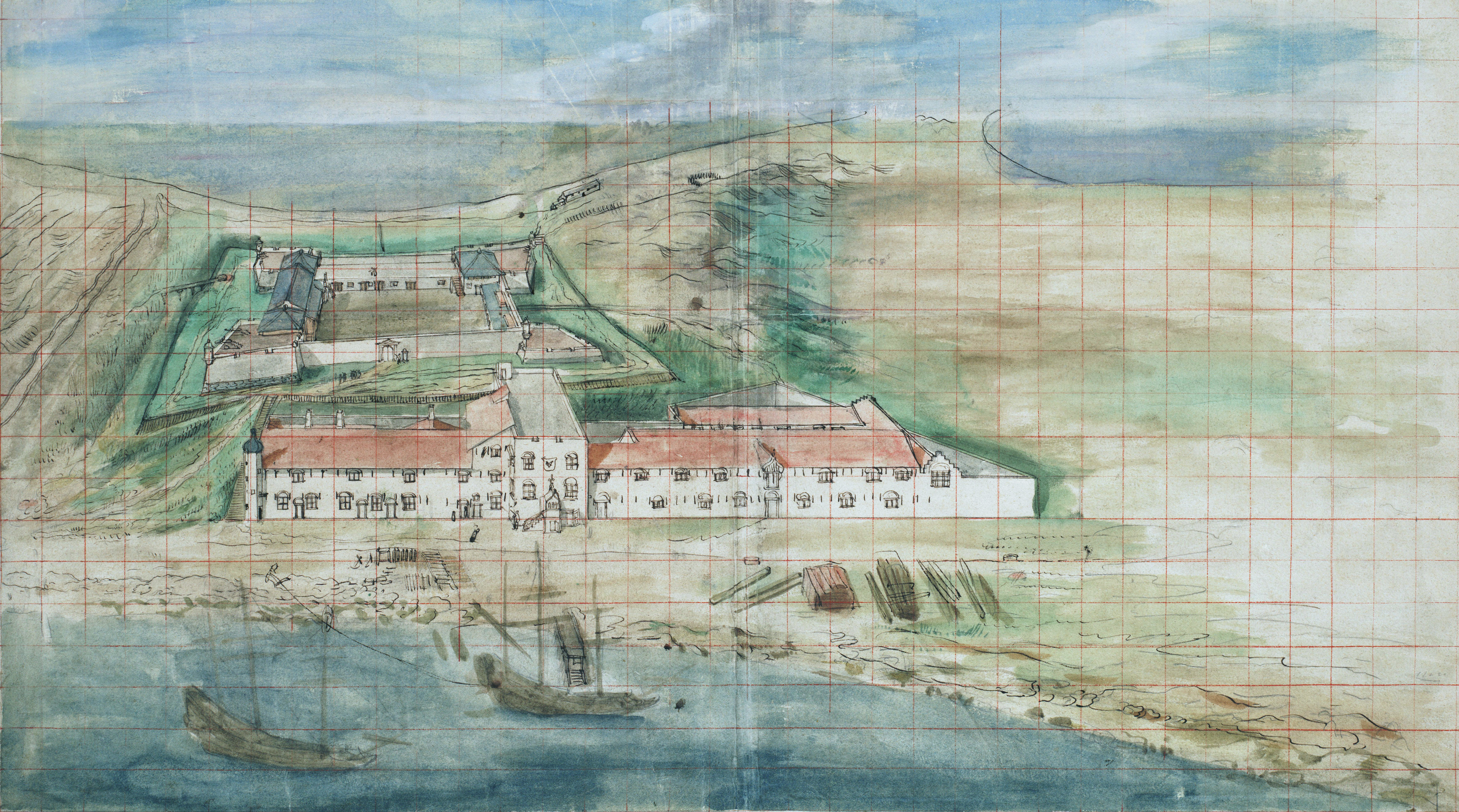
Il forte olandese Zeelandia le cui rovine possono essere visitate ad Anping

## Storia
La storia di Anping risale al XVII secolo, quando la Compagnia olandese delle Indie orientali occupò l'isola di Tayouan (da cui deriva il nome attuale di Taiwan). La colonizzazione olandese durò dal 1624 al 1662. Gli olandesi vennero cacciati da Koxinga dopo un lungo assedio del forte.
Durante l'occupazione giapponese, Anping ha avuto un ruolo molto importante nel commercio tra il Giappone e la Cina.

## Geografia fisica
Anping era una piccola isola separata dall'isola principale di Taiwan fino al XIX secolo. Le correnti oceaniche hanno portato sabbia che ha gradualmente riempito i bracci di mare tra Anping e l'isola principale. Anping è ora completamente integrata con Taiwan e la città di Tainan.

## Luoghi e monumenti
- Fort Zeelandia (oggi chiamato Fort Anping)

È stato il primo forte costruito dagli olandesi durante la loro occupazione di Taiwan. Era il cuore delle operazioni politiche e commerciali degli olandesi sull'isola.

## Galleria d'immagini

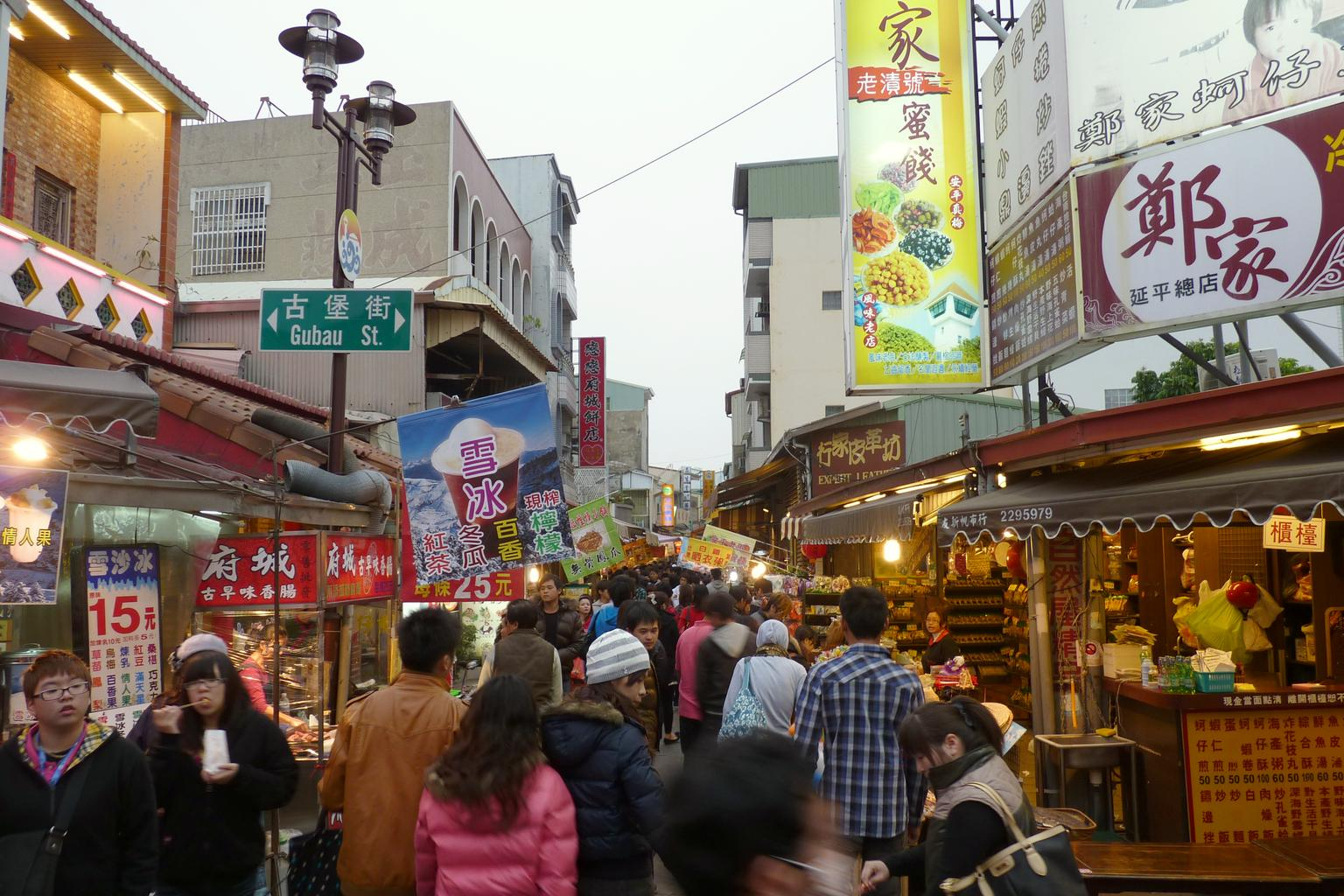
mercato notturno ad Anping
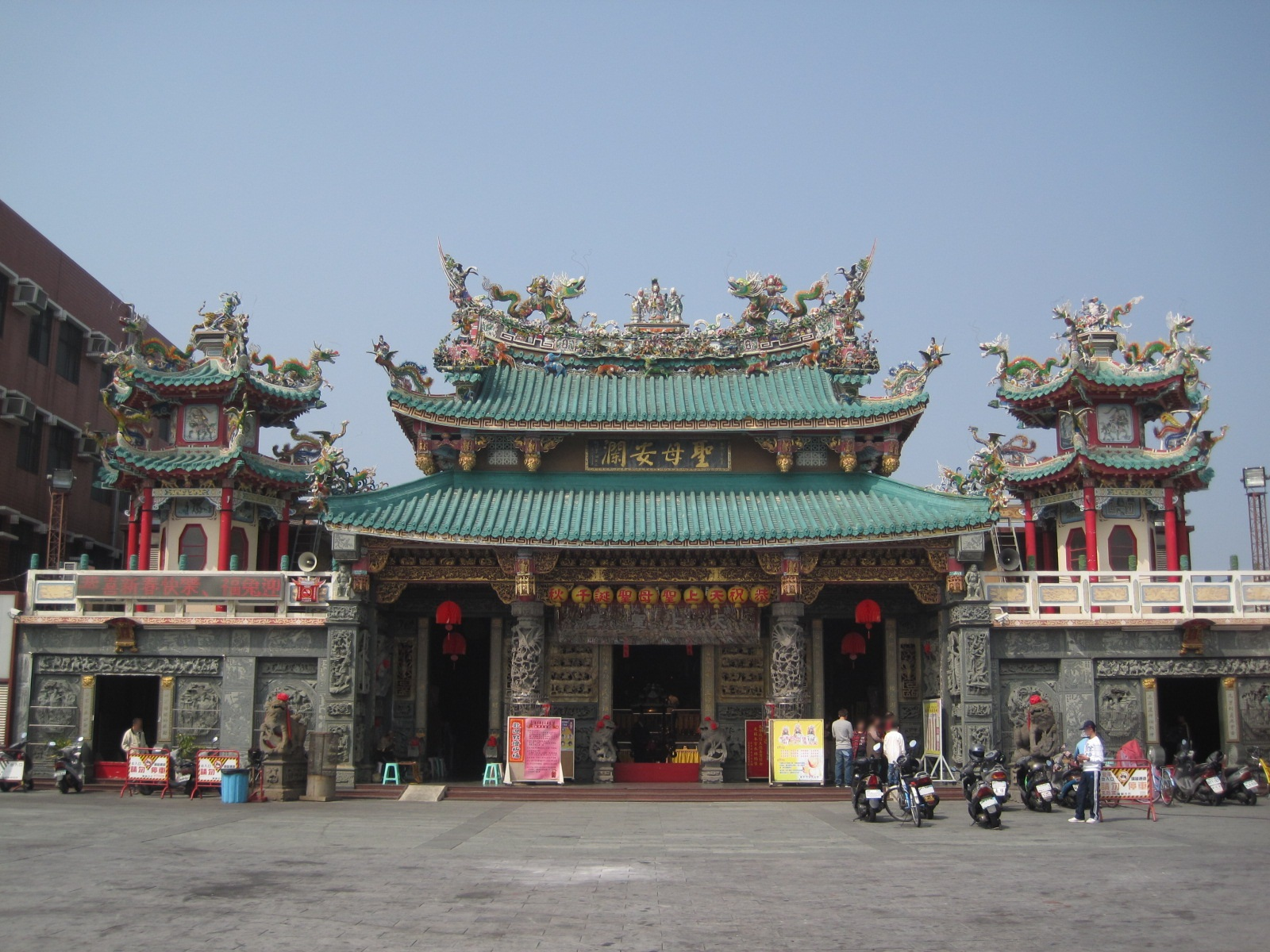
Tempio Tianhou ad Anping
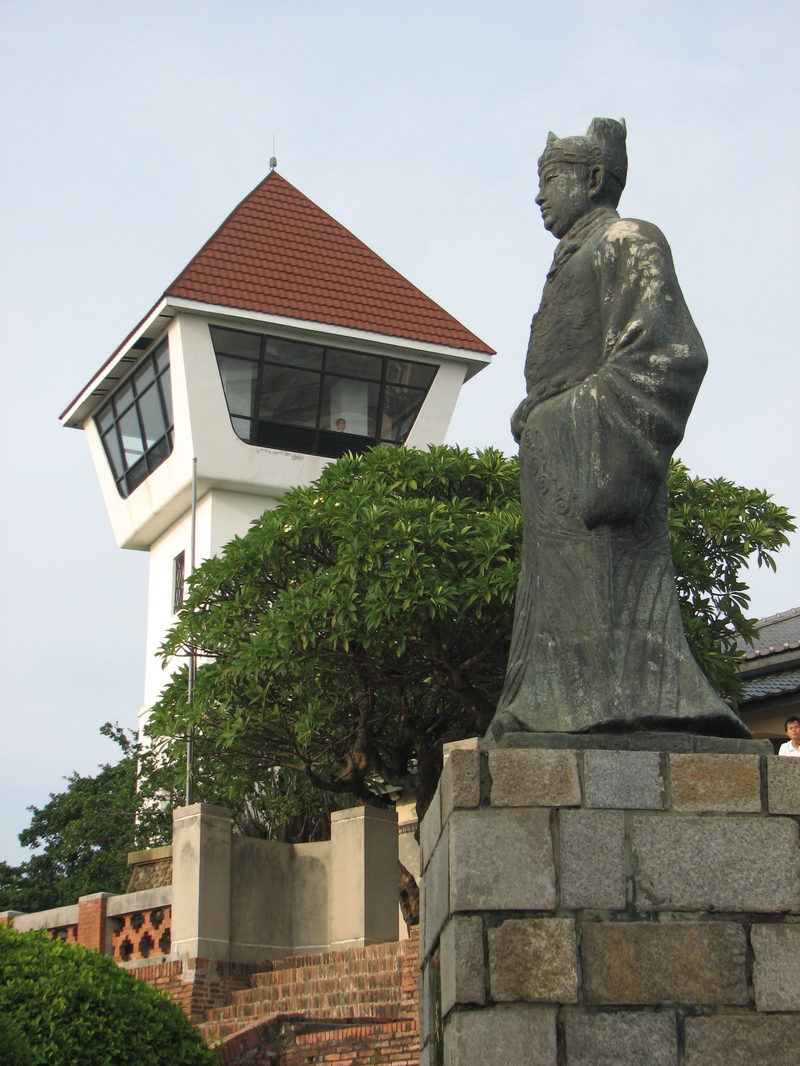
Statue di Koxinga nel Forte Anping
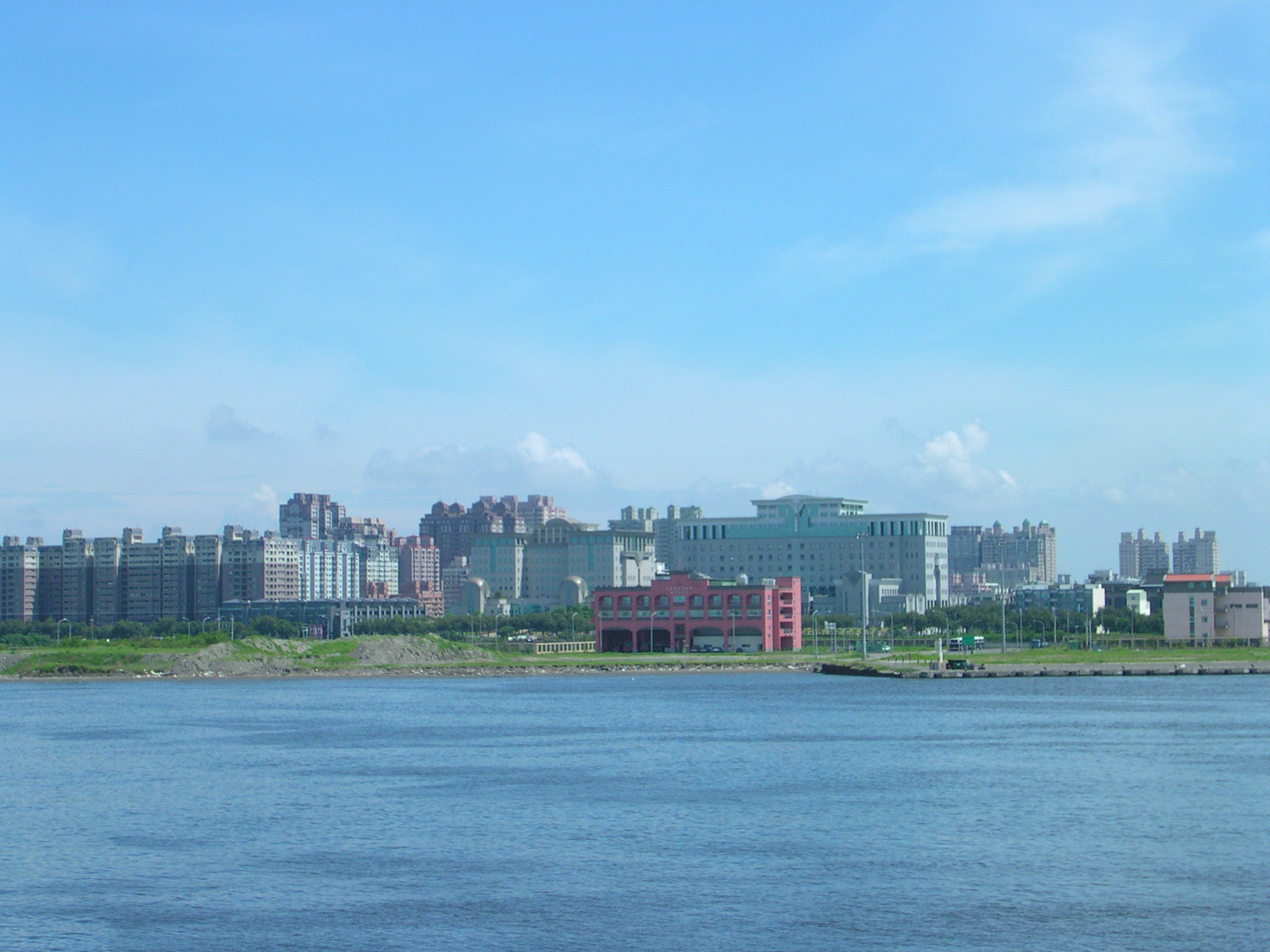
Porto di Anping
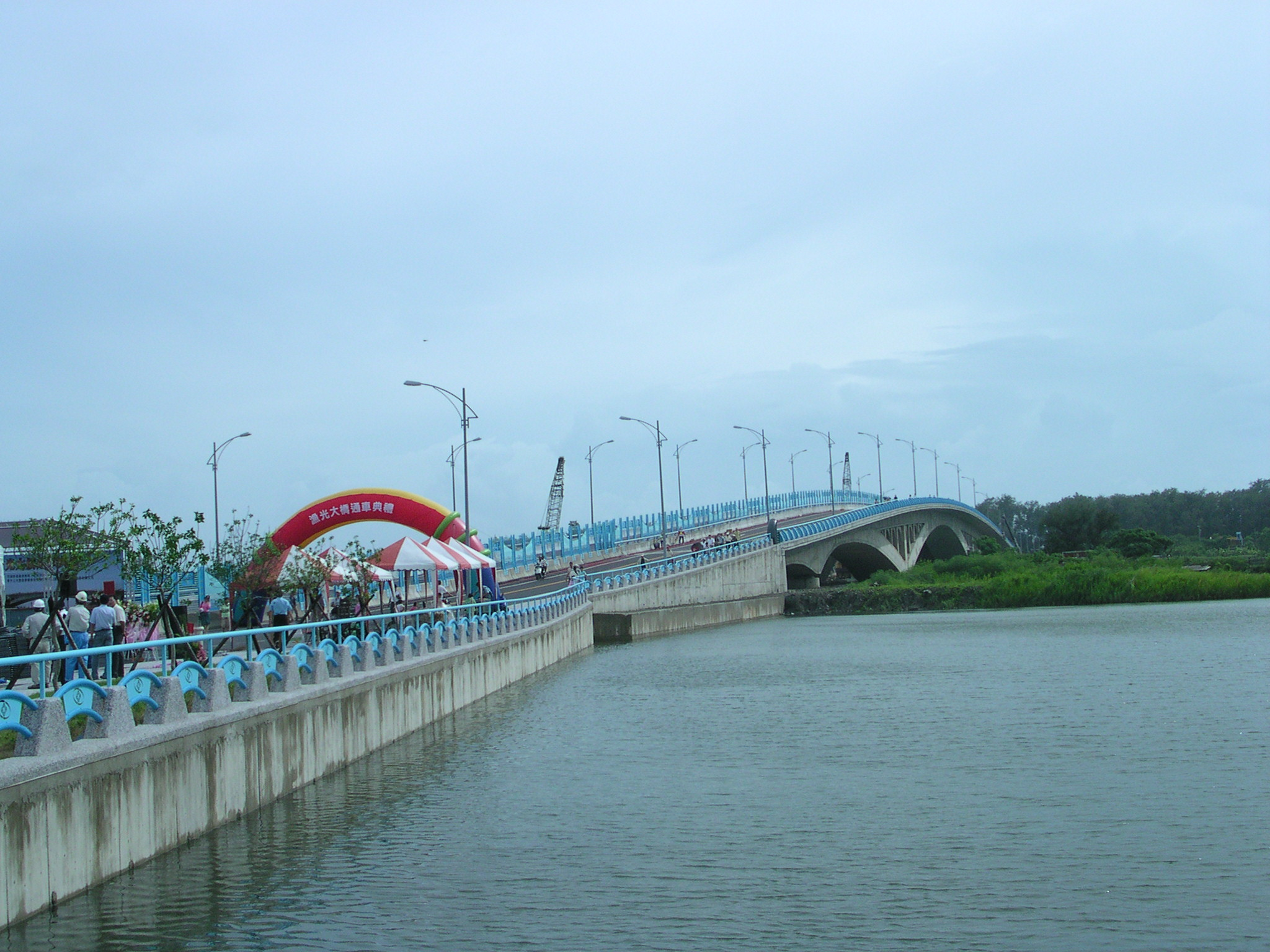
Ponte Yuguang
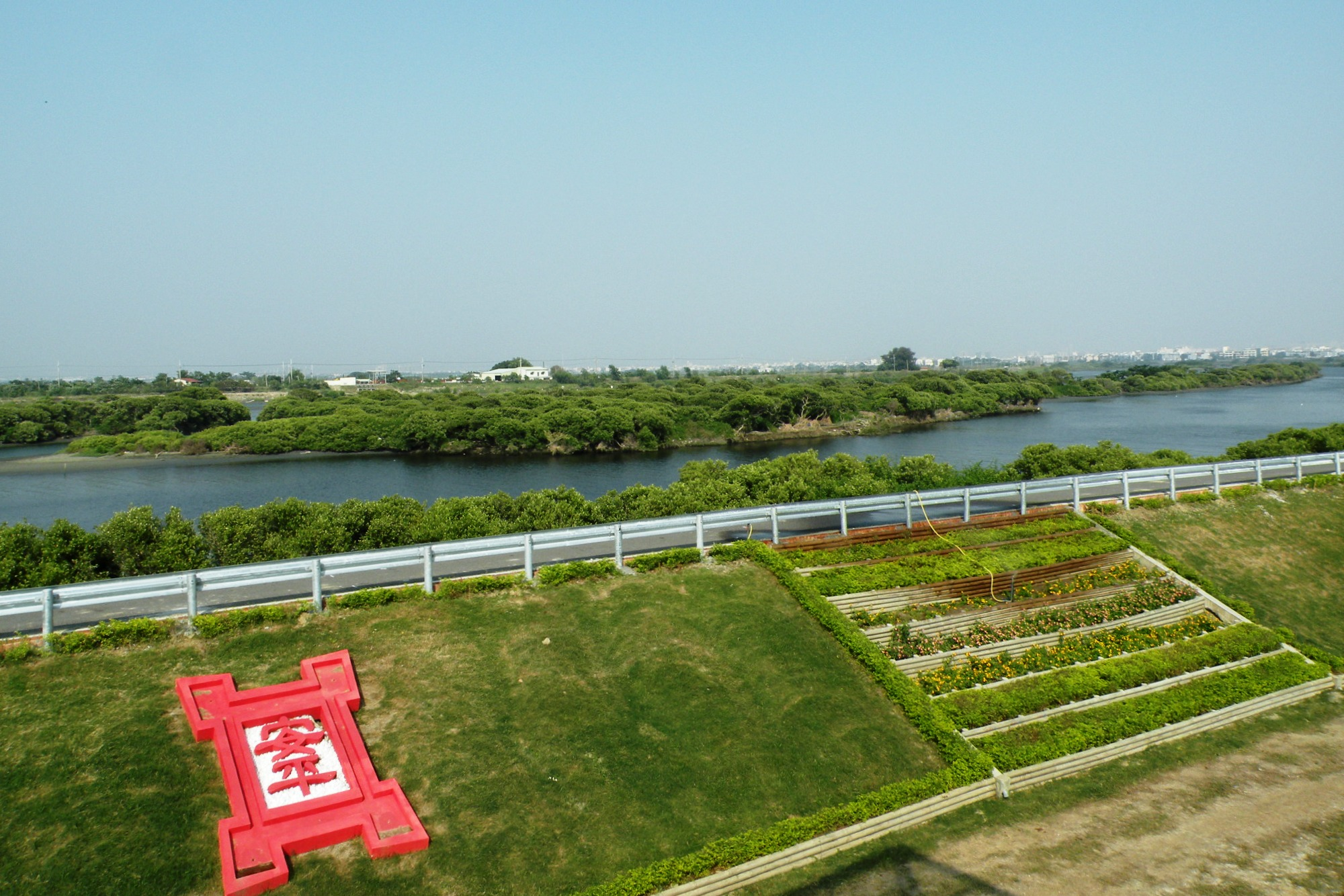
Fiume Yanshuei e Taijiang National Park
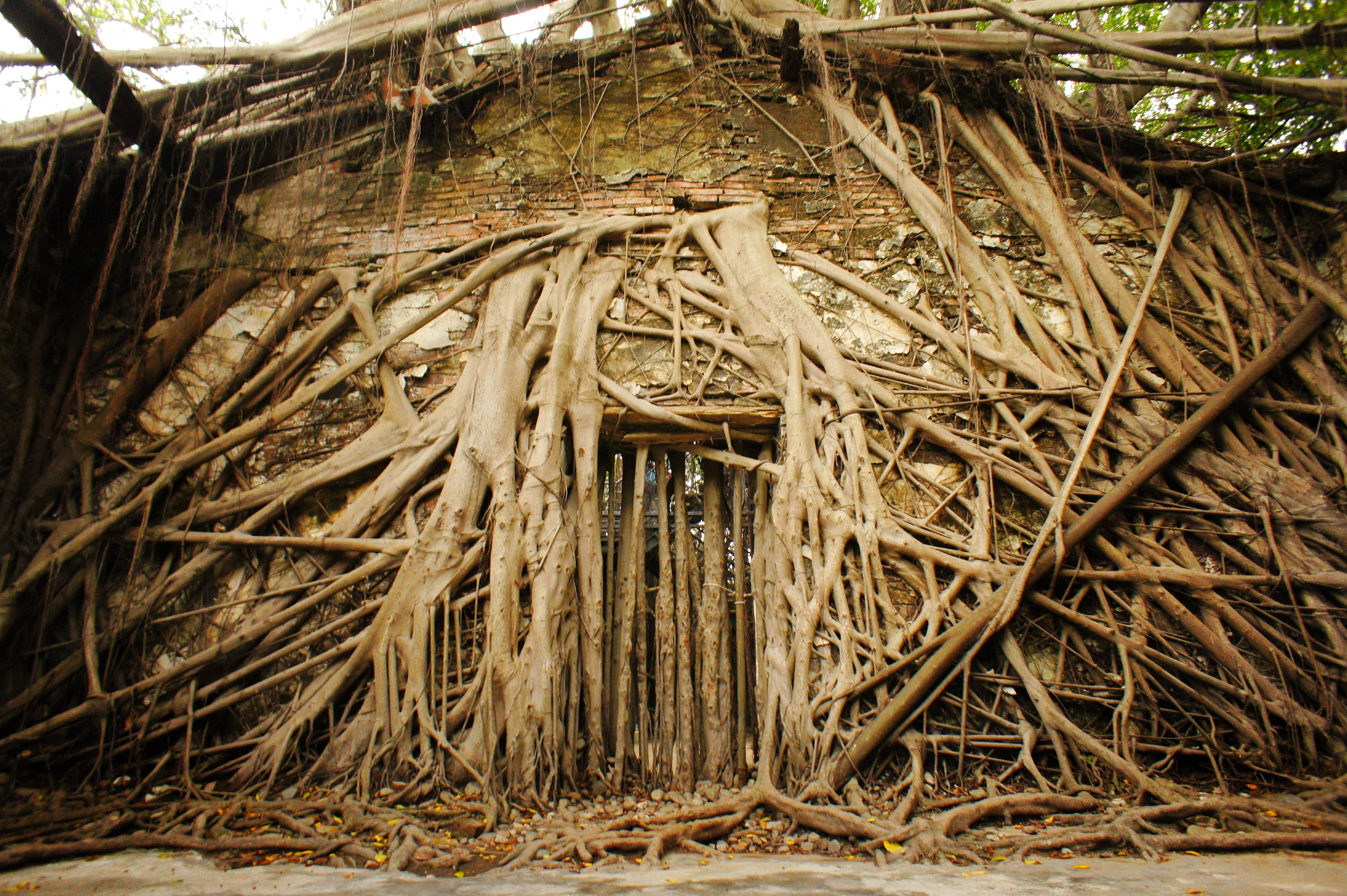
Anping Tree House